# Phillips (automobilismo)
A Phillips foi um construtor norte-americano de carros de corrida. Produziu chassis para equipes das 500 Milhas de Indianápolis no período entre 1954 e 1960.